# Linnéa Hultberg
Linnéa Hultberg var en svensk psalmförfattare och koralkompositör, som på 1930-talet medverkade med ett stort antal texter och melodier i Wilhelm Dreiers psalmhäften Helgad åt Herren. Hon medverkade även i Sångartoner.

## Psalmer
- Se listor i artiklarna Helgad åt Herren respektive Sångartoner